# Grossesse hétérotopique
 Mise en garde médicale
La grossesse hétérotopique ou grossesse ditopique est l'association d'une grossesse intra-utérine et d'une grossesse extra-utérine. Exceptionnelle, elle est devenue plus fréquente depuis l'essor de la procréation médicalement assistée et notamment des inducteurs de l'ovulation.

## Épidémiologie
Exceptionnelle — la prévalence, dans la population générale, est estimée entre 1⁄10 000 et  1⁄30 000 — la grossesse hétérotopique est devenue plus fréquente depuis l'essor de la procréation médicalement assistée et notamment des inducteurs de l'ovulation : le risque est estimé à un sur 100, pour les grossesses obtenues dans ces conditions,.
Encore plus rare, une grossesse hétérotopique avec 3 semaines d'écart a été constaté en 2023 à Clermont-Ferrand. Le premier embryon, situé dans le cul-de-sac de Douglas, a été retiré pour permettre à la grossesse intra-utérine d'aller à son terme.